# Alof de Wignacourt

Alof de Wignacourt

Großmeisterwappen von Alof de Wignacourt

Alof de Wignacourt (* 1547; † 14. September 1622) war vom 10. Februar 1601 bis zu seinem Tod der 54. Großmeister des Malteserordens auf Malta.
Er war vorher Pillier der Zunge von Franzien.
Während seiner Herrschaft über den Orden ließ er eine Reihe von Küstenbefestigungen, die Wignacourt Towers, sowie einen Aquädukt, den Wignacourt-Aquädukt, zur Wasserversorgung Vallettas errichten. Seine prachtvolle Rüstung ist noch heute im ehemaligen Zeughaus Vallettas zu sehen.
Der Maler Michelangelo Merisi da Caravaggio, dessen Bild „Die Enthauptung Johannes des Täufers“ heute in der St. John’s Co-Cathedral in Valletta zu sehen ist, war sein Protegé.
Kaiser Ferdinand II. ernannte Wignacourt als ersten Großmeister zur „Allerdurchlauchtigsten Hoheit“.